# Floresta urbana

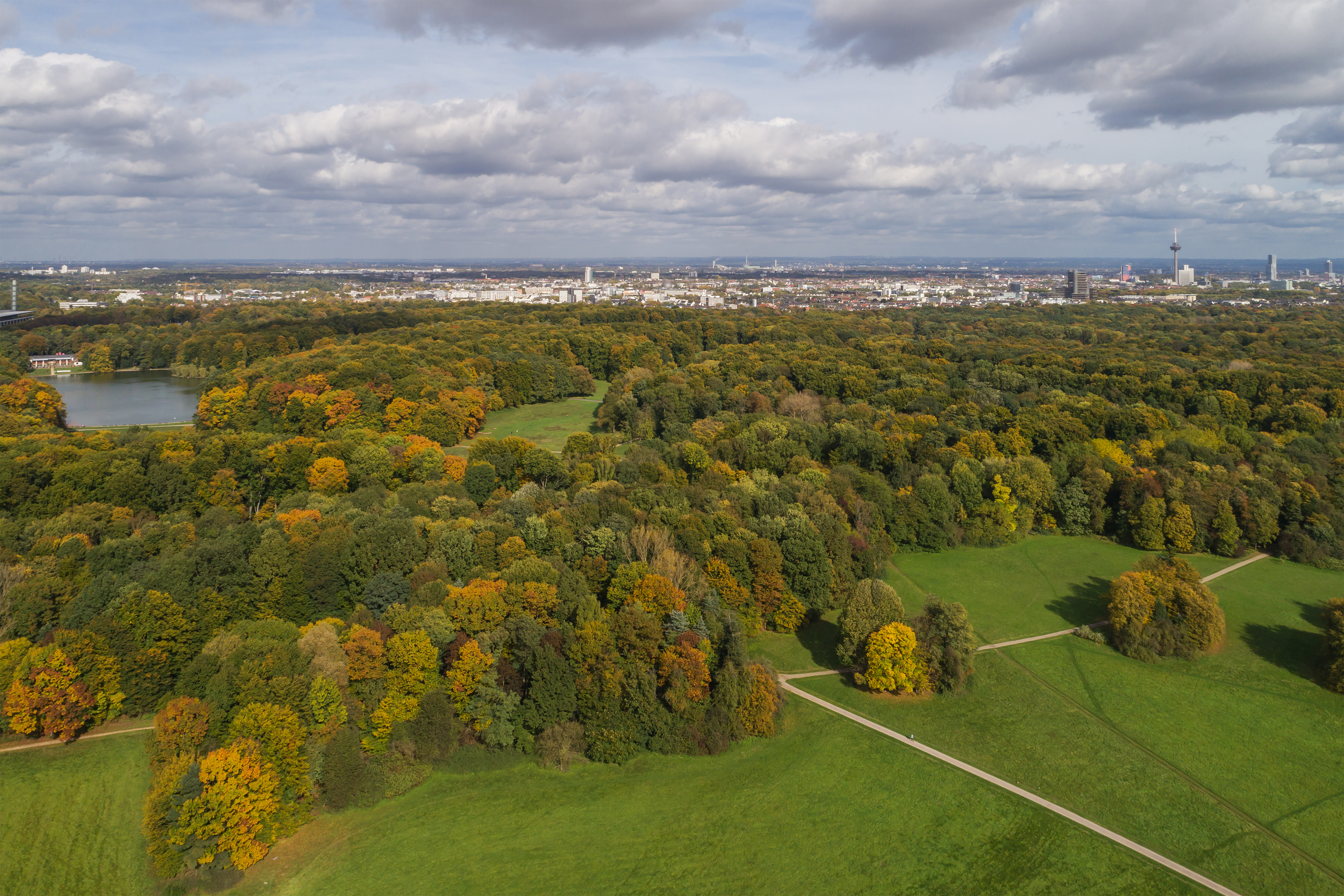
Floresta urbana em Colônia (Alemanha).

## Florestas Urbanas e Arborização Urbana: Uma Relação Complexa
Arborização urbana é um termo mais amplo que engloba a presença de árvores em áreas urbanas, sejam elas isoladas em praças, ruas ou parques, ou em grupos menores formando pequenos bosques.
Florestas urbanas são um subconjunto da arborização urbana, representando áreas verdes urbanas com alta densidade de árvores, mimetizando as características de uma floresta natural. Essas áreas possuem maior biodiversidade, contribuem para a regulação do clima local e oferecem diversos serviços ecossistêmicos para a população.
Floresta urbana é uma floresta (ou fragmento florestal) situada dentro ou próximo a uma zona urbana. Alguns países também aplicam essa expressão para designar a arborização urbana de uma cidade. Nesse último caso, países como Estados Unidos da América e Canadá são bons exemplos.
A própria expressão da língua inglesa urban forestry nasceu no Canadá na década de 1960 para designar a arborização. Alguns países como a Finlândia e Alemanha consideram floresta urbana apenas as áreas de florestas nativas que se situam dentro ou próximas ao perímetro urbano.

## Diferenciação
As principais diferenças entre uma floresta urbana e uma não urbana estão na influência que a primeira sofre da cidade e de seus habitantes. Nas florestas urbanas, fatores impactantes como lixo, trilhas, retirada de plantas ornamentais, poluição sonora e atmosférica são mais comuns. As florestas urbanas também sofrem mais com a especulação imobiliária.

## Importância
Esses fragmentos de florestas situados próximo ou dentro das cidades são importantes mantenedores da biodiversidade. Várias espécies de plantas e animais encontram, neles, o seu abrigo. Sua proximidade com as cidades também serve de potencial alternativa de lazer. Nessas áreas, podemos encontrar, numa caminhada mais atenta, várias espécies de pássaros, insetos, plantas e mamíferos. Entretanto, seu valor para a cidade vai além da preservação das espécies e do lazer. Esses fragmentos de florestas podem mitigar a poluição química e sonora, reduzir o efeito de ilha de calor, aumentar a disponibilidade e qualidade da água, reduzir a erosão nas encostas e, por consequência, os assoreamentos dos rios.
Esses e muitos outros benefícios se traduzem em economia de dinheiro para as cidades, visto que seriam necessários menos investimentos em dragagem dos rios, tratamento da água e consumo de energia elétrica pelos aparelhos de ar-condicionado. Além desses fatores de importância local, soma-se o fato de as árvores serem grandes reservatórios de carbono, assim essas florestas podem absorver uma grande quantidade de dióxido de carbono (CO2), ajudando, assim, a reduzir o aquecimento global.

## Brasil
No Brasil, essa expressão ainda é pouco usada e falta uma definição. O termo "floresta", no Brasil, não costuma ser utilizado para designar a arborização da cidade, sendo mais utilizado para se referir a florestas nativas. Neste contexto, o Parque da Cantareira, localizado na Zona Norte de São Paulo, e o Parque Estadual da Pedra Branca, localizado na Zona Oeste de Rio de Janeiro, são considerados as maiores florestas urbanas do mundo.